# Yoshimitsu Tsuji
Yoshimitsu Tsuji (辻 善光), nacido el 11 de agosto de 1984, es un ciclista profesional japonés que compite con el equipo Saitama DReVe.

## Palmarés
2010
- 1 etapa del Tour de Kumano